# ماساهیکو مورینو
ماساهیکو مورینو (انگلیسی: Masahiko Morino؛ زادهٔ ۲۸ ژوئیهٔ ۱۹۷۸) بازیکن سابق و مربی بیسبال اهل ژاپن است.
از باشگاه‌هایی که در آن بازی کرده‌است می‌توان به اژدهایان چونیچی اشاره کرد.